# I.Ae. 27 Pulqui I
L’I.Ae. 27 Pulqui I est un avion de combat à réaction argentin conçu par l’Instituto Aerotecnico en 1946.

## Histoire

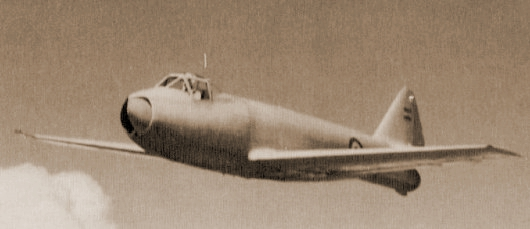
Le Pulqui I en vol en 1951.

Le projet fut conçu par une équipe placée sous la direction de l'ingénieur français Émile Dewoitine, qui comprenait d'autres ingénieurs comme Juan Ignacio San Martín, Enrique Cardeilhac et Norberto L. Morchio. Le prototype vola pour la première fois le 9 août 1947, avec le lieutenant Osvaldo Weiss aux commandes. Ses performances ne furent pas considérées comme satisfaisantes, et les recherches furent abandonnées au profit de celles menées sur le FMA IAe 33 Pulqui II (en), déjà bien avancées. Cependant, l'IAe. 27 Pulqui I garde une place significative dans l'histoire de l'aviation, en tant que premier avion de combat à réaction conçu et fabriqué en Amérique latine, faisant de l'Argentine le cinquième pays au monde à mettre au point un avion de combat à réaction par lui-même. L'armement proposé de quatre canons Hispano-Suiza HS-404 n'a pas été installé sur cet avion.
Le prototype, restauré, est actuellement exposé au Musée national d'aéronautique (Museo Nacional de Aeronáutica de Argentina (en)) de l'Armée de l'air argentine, à Morón, près de Buenos Aires.

### Développement lié
- FMA I.Ae.33 Pulqui II (en)

### Aéronefs comparables
- Mikoyan-Gourevitch MiG-9
- Yakovlev Yak-19
- P-80 Shooting Star